# Provinz Ancona
Die Provinz Ancona (italienisch Provincia di Ancona) ist eine italienische Provinz der Region Marken. Sie hat etwa 461.629 Einwohner (Stand 31. Dezember 2023) in 47 Gemeinden auf einer Fläche von 1940 km². Hauptstadt ist Ancona.
Die Provinz grenzt im Nordosten und Osten an die Adria, im Süden an die Provinz Macerata, im Westen an Umbrien (Provinz Perugia) und im Norden an die Provinz Pesaro und Urbino.

## Größte Gemeinden
(Einwohnerzahlen Stand 31. Dezember 2023)
| Gemeinde            | Einwohner |
| ------------------- | --------- |
| Ancona              | 99.377    |
| Senigallia          | 44.090    |
| Jesi                | 39.301    |
| Osimo               | 34.774    |
| Fabriano            | 28.791    |
| Falconara Marittima | 25.685    |
| Castelfidardo       | 18.451    |
| Chiaravalle         | 14.260    |
| Loreto              | 12.978    |
| Montemarciano       | 9788      |
| Filottrano          | 8855      |
| Trecastelli         | 7586      |
| Camerano            | 7064      |
| Sassoferrato        | 6808      |

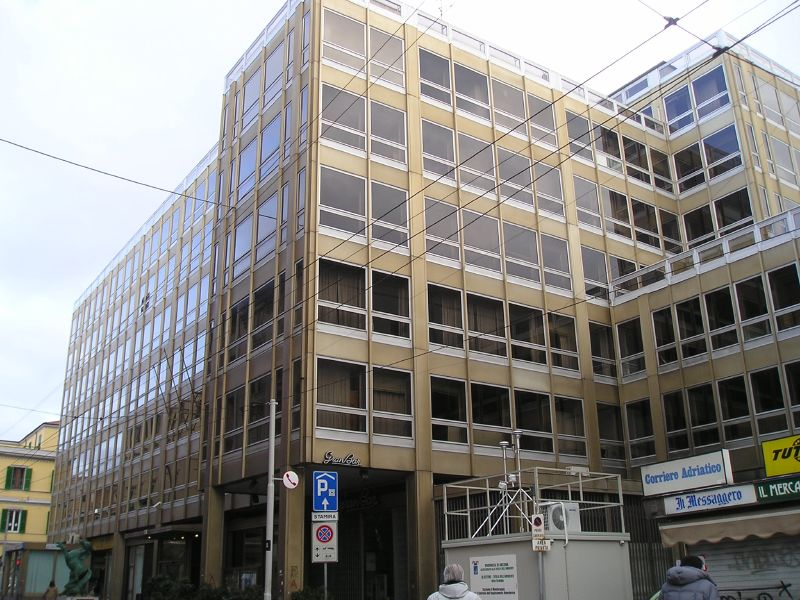
Ancona, Palazzo della Provincia, Regierungssitz der Provinz

Die Liste der Gemeinden in den Marken beinhaltet alle Gemeinden der Provinz mit Einwohnerzahlen.